# Hemidictyum hookerianum
Hemidictyum hookerianum là một loài dương xỉ trong họ Diplaziopsidaceae. Loài này được T.Moore mô tả khoa học đầu tiên năm 1859.
Danh pháp khoa học của loài này chưa được làm sáng tỏ. 